# Matice sousednosti
Matice sousednosti je v matematice a informatice používaný způsob reprezentace grafu. Pro konečnou množinu vrcholů grafu G, kterých je n, má podobu čtvercové matice n×n, jejíž hodnota na místě aij je celé číslo odpovídající počtu hran vedoucích z vrcholu i do vrcholu j. Prvky na diagonále tak obvykle odpovídají počtu hran vedoucích z vrcholu i do vrcholu i (takové je běžná konvence u orientovaných grafů), ovšem někdy se na diagonálu ukládá dvojnásobek této hodnoty (taková bývá konvence u neorientovaných grafů). Pro každou třídu izomorfismu grafů existuje až na prohazování řádků a sloupců právě jedna matice sousednosti a ta neodpovídá žádné jiné třídě.

## Příklady
| Graf                         | Matice sousednosti |
| ---------------------------- | --- |
|                              | {\displaystyle {\begin{pmatrix}1&1&0&0&1&0\\1&0&1&0&1&0\\0&1&0&1&0&0\\0&0&1&0&1&1\\1&1&0&1&0&0\\0&0&0&1&0&0\\\end{pmatrix}}} |
|                              | Bílá políčka jsou nuly, barevná jedničky                                                                                     |
| Orientovaný Cayleyho graf S4 | Protože je graf orientovaný, matice nemusí být symetrická                                                                    |